# Tripterospermum hirticalyx
Tripterospermum hirticalyx är en gentianaväxtart som beskrevs av Cheng Yih Wu och C.J. Wu. Tripterospermum hirticalyx ingår i släktet Tripterospermum och familjen gentianaväxter. Inga underarter finns listade i Catalogue of Life.